# The Past Within
The Past Within est un jeu vidéo d'aventure de 2022 développé et édité par Rusty Lake. C'est un jeu multijoueur et coopératif dans lequel deux joueurs doivent se partager des indices pour résoudre des énigmes. Il est initialement conçu pour Android, iOS, macOS et Windows. Un nouveau format pour Nintendo Switch sort ensuite en 2023.

## Système de jeu
Deux joueurs doivent coopérer pour résoudre des énigmes. L'un est dans le passé, l’autre dans le futur. The Past Within contient des caractéristiques de jeu vidéo asymétrique : les deux joueurs doivent résoudre des énigmes différentes sans avoir la possibilité de voir ni d'interagir avec les énigmes de l'autre joueur. Les indices d'une époque peuvent affecter les énigmes d'une autre époque, c'est-à-dire que les actions commises par le joueur dans l'époque future peuvent affecter celles du joueur dans le passé. Pour terminer le jeu, ils doivent communiquer efficacement et décrire les indices et les énigmes de chacun. Les joueurs peuvent changer de rôle et jouer à nouveau avec un ensemble d'énigmes différents. Le jeu ne nécessite pas de connexion Internet.

## Développement
Le développeur Rusty Lake est basé à Amsterdam, aux Pays-Bas. Au départ, le studio prévoit que The Past Within soit un jeu solo avec des énigmes à la fois à l'intérieur d'une boîte 3D et à l'extérieur de celle-ci. Lors des tests du jeu, ils ont l'idée de séparer les puzzles afin qu'ils soient autonomes. Rusty Lake sort The Past Within pour Android, iOS, macOS et Windows le 2 novembre 2022. Ils sortent ensuite un format Nintendo Switch le 6 juillet 2023.

## Réception
Les avis publiés sur Metacritic sont mitigés. À sa sortie, Sam Loveridge de GamesRadar+ salue son inventivité et précise que ce jeu figure déjà sur sa liste des meilleurs jeux de 2022. Dans sa critique pour Eurogamer, Matt Wales déclare que la dynamique du travail en équipe « évoque quelque chose de mémorable et d'unique ». Le critique de Pocket Gamer Will Quick qualifie ce jeu de « mystère passionnant et effrayant » avec une dynamique de jeu rarement présente sur les appareils mobiles. Cependant, Quick estime que le jeu perd en intérêt avec le temps : il ne se prête pas forcément à plusieurs parties successives. Rebecca Jones de Rock, Paper, Shotgun le décrit comme « quelques heures satisfaisantes de bonne communication et de résolution coopérative d'énigmes ».
Ce jeu est nommé pour la meilleure innovation et la meilleure conception de jeu aux Dutch Game Awards 2023.

### Traduction
- (en) Cet article est partiellement ou en totalité issu de l’article de Wikipédia en anglais intitulé « The Past Within » (voir la liste des auteurs).